# (231307) Peterfalk
(231307) Peterfalk ist ein Asteroid des äußeren Hauptgürtels, der vom französischen Informatiker und Amateurastronomen Jean-Claude Merlin am 28. Januar 2006 am vollautomatischen Ritchey-Chrétien-81-cm-Teleskop des Tenagra II Observatory in Nogales, Arizona (IAU-Code 926) entdeckt wurde. Das Teleskop konnte Merlin bei der Entdeckung von Frankreich aus ansteuern. Unbestätigte Sichtungen des Asteroiden hatte es schon im Oktober 2004 mit der vorläufigen Bezeichnung 2004 TE322 an der auf dem Kitt Peak gelegenen Außenstation des Steward Observatory gegeben.
Der Asteroid ist Mitglied der Koronis-Familie, einer Gruppe von Asteroiden, die nach (158) Koronis benannt ist. Die zeitlosen (nichtoskulierenden) Bahnelemente von (231307) Peterfalk sind fast identisch mit denjenigen des größeren, wenn man von der Absoluten Helligkeit von 13,7 gegenüber 16,8 ausgeht, Asteroiden (7719) 1997 GT36.
(231307) Peterfalk wurde am 12. Januar 2011 nach dem US-amerikanischen Schauspieler Peter Falk benannt, der besonders durch die Hauptrolle in der Krimiserie Columbo bekannt wurde.